# ダウンロードボイス
ダウンロードボイスは、クラリオンのカーナビゲーションで、標準のナビゲーション誘導音声を、著名人・キャラクターの音声に変える機能である。
これまで様々な著名人やオリジナルキャラクターを登用してきた。

## 生徒会
キャラクターはクラリ音響学院の生徒会役員という設定。誘導音声の標準セリフ約45種類を収録した「通常版」、誘導音声の標準セリフを元に、各キャラクターの特徴を活かしたセリフ約70種類を収録した「特別版」、誘導音声の標準セリフを元に、各キャラクターの特徴を活かし他のキャラクターとの掛け合いセリフ約70種類を収録した「掛合版」の3種類を用意している。

### 2017年春バージョン
2017年5月1日発売開始
会長　天百合姫歌（あまゆり　ひめか）
声 - 田村ゆかり
クラリ音響学院高等部　アイドル科の2年生。誕生日は4月2日。
掛合版の相手は池袋都紬。妹は福岡博多編の天百合優佳。
ワッペンは歌やメロディをイメージした、様々な音符を組み合わせたデザイン
副会長　池袋都紬（いけぶくろ　つづむ）
声 - 田中美海
クラリ音響学院高等部　演奏学科の2年生。誕生日は7月7日。
掛合版の相手は天百合姫歌。
ワッペンはサックスのイラストを中心としたデザイン
書記　神楽坂静（かぐらざか　しずか）
声 - 上坂すみれ
クラリ音響学院高等部　俳優タレント科の1年生。誕生日は2月11日。
掛合版の相手は神田琴羽。
ワッペンは特撮ヒーロー登場時のカラフルな爆発シーンのイメージ
会計　神田琴羽（かんだ　ことは）
声 - 水瀬いのり
クラリ音響学院中等部の2年生。誕生日は9月17日。
掛合版の相手は神楽坂静。
ワッペンのモチーフはスニーカーと羽

## 方言版
誘導音声を各地方の方言にて読み上げたもので、キャラクターはクラリ音響学院の女子生徒達という設定。方言にて読み上げられた45種類の誘導音声を収録した「標準版」と、方言に加えてキャラクターの特徴を生かした65種類の誘導音声を収録した「個別版」の2種類。

2016年夏バージョンから、誘導音声の標準セリフを元に各方言による特徴を生かした約45種類の音声を収録した「通常版」、方言に加えて、各キャラクターの特徴を生かした約65種類の音声を収録した「特別版」、標準セリフをそのまま読み上げる「標準版」の3種類を用意している。

担当声優はその地方に縁のある人物が起用されている。

### 2016年夏バージョン
2016年8月10日発売開始
群馬編　阿賀野裕子（あがの　ゆうこ）
声 - 小倉唯
クラリ音響学院中等部の1年生。誕生日は8月12日。
ワッペンのモチーフは温泉（湯畑）
福岡博多編　天百合優佳（あまゆり　ゆうか）
声 - 渕上舞
クラリ音響学院中等部の3年生。誕生日は2月14日。
姉は生徒会長の天百合姫歌。
ワッペンのモチーフは、博多どんたくの笠（花）
富山編　黒部結衣（くろべ　ゆい）
声 - 上田麗奈
クラリ音響学院中等部の3年生。誕生日は11月3日。
ワッペンのモチーフは、ダム。（黒部ダム）
宮城編　松島七（まつしま　なな）
声 - 永野愛理
クラリ音響学院高等部　俳優タレント科の2年生。誕生日は8月3日。
ワッペンのモチーフは、三日月（伊達政宗の兜）

### 2014年秋バージョン
2014年10月1日発売開始
愛知尾張編　大神凜子（おおみわ　りんこ）
声 - 丹下桜
クラリ音響学院中等部の2年生。誕生日は1月18日。
ワッペンのモチーフはしゃちほこ
愛知三河編　安城詩織（あんじょう　しおり）
声 - 松井恵理子
クラリ音響学院高等部　アイドル科の1年生。誕生日は4月18日。
ワッペンのモチーフは刀（三河武士）
石川編　森本アスカ（もりもと　あすか）
声 - 洲崎綾
クラリ音響学院中等部の2年生。誕生日は12月12日。
ワッペンのモチーフは鼓門（金沢駅前）
兵庫編　有馬綾乃（ありま　あやの）
声 - 西明日香
クラリ音響学院中等部の1年生。誕生日は5月12日。
ワッペンのモチーフは船（客船）
広島編　来栖川桜子（くるすがわ　さくらこ）
声 - 松来未祐
クラリ音響学院高等部　音響工学科の3年生。誕生日は10月14日。
ワッペンのモチーフはもみじ

### 2014年冬バージョン
2014年2月20日発売開始
青森編　十和田林檎（とわだ　りんご）
声 - 木戸衣吹
クラリ音響学院中等部の3年生。誕生日は3月3日。
ワッペンのモチーフはリンゴ
京都編　宝月美琴（ほうづき　みこと）
声 - 小岩井ことり
クラリ音響学院高等部　舞台芸術科の2年生。誕生日は6月1日。
ワッペンのモチーフは、扇子
大阪編　和泉杏奈（いずみ　あんな）
声 - 植田佳奈
クラリ音響学院高等部　声優科の1年生。誕生日は8月7日。
ワッペンのモチーフは、タワー
福岡編　小倉亜希子（おぐら　あきこ）
声 - 佐藤利奈
クラリ音響学院高等部　演奏学科の3年生。誕生日は8月24日。
ワッペンのモチーフはブリッジ（関門海峡）

## オリジナルキャラクター
誘導音声をキャラクターの声で読み上げたもの。2012年夏バージョン以降にリリースされた音声は通常音声と同じように読み上げた45種類の誘導音声を収録した「標準セリフ版」と、キャラクターの特徴を生かした65種類の誘導音声を収録した「キャラクターセリフ版」の2種類が用意されている。

### 2013年夏バージョン
2013年7月1日発売開始
小松姫（こまつひめ）
声 - 金元寿子
年齢は10代半ば。
現代にタイプスリップしてきた戦国時代のお姫様。
服部 正就（はっとり　まさなり）
声 - 小野大輔
年齢は20代前半。
現代にタイムスリップしてきた小松姫のお目付役。

### 2012年冬バージョン
2012年12月13日発売開始
椿 理江花（つばき りえか）
声 - 加藤英美里
年齢は14歳。中学2年生。理江那とは双子で妹。
姉のフォロー役。
椿 理江那（つばき りえな）
声 - 福原香織
年齢は14歳。中学2年生。理江花とは双子で姉。
軽度の中二病？

### 2012年夏バージョン
2012年7月4日発売開始
橘 水月（たちばな みづき）
声 - 竹達彩奈
年齢は16歳。天然、不思議キャラ。
小悪魔っぽいところもある。
ハニエル
声 - 阿澄佳奈
年齢は推定10歳。宇宙からやってきた天使。
地球の運転手を守るのが仕事。

### 2011年冬バージョン第3弾
2011年12月19日発売開始
白山 可奈（しろやま かな）
声 - 堀江由衣
年齢は20歳。一生懸命で頑張り屋さん。
椎名 留依（しいな るい）
声 - 石田彰
年齢は23歳。プレイボーイ。
素敵な女性を口説きまくっている。

### 2011年冬バージョン第2弾
2011年11月14日発売開始
天百合 姫歌（あまゆり　ひめか）
声 - 田村ゆかり
年齢は17歳。セクシー系アイドル。
カレーが好物。
上宮 鷹司（うえみや たかし）
声 - 置鮎龍太郎
年齢は36歳。会社員で役職は本部長。
仕事は厳しいが、本当は優しい上司。

### 2011年冬バージョン第1弾
界導 ユキノ（かいどう　ゆきの）
声 - 茅原実里
年齢は17歳。今は色気より食い気。
大好物はきなこもち。

### 2010年夏バージョン
積木 萌（つみき もえ）
声 - ？
津出 レミ（つで れみ）
声 - ？

## タレント
福澤朗（アナウンサー）

山寺宏一（声優）

古閑美保（プロゴルファー）

神子島みか（レーサー）

下條アトム（俳優）